# Excellence in Broadcasting
Excellence in Broadcasting («Превосходство в радиовещании») — второй эпизод девятого сезона мультсериала «Гриффины». Премьерный показ состоялся 3 октября 2010 года на канале FOX.

## Сюжет

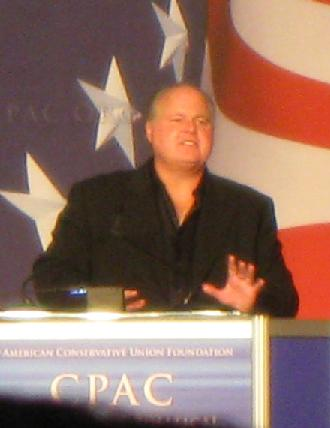
Раш Лимбо в 2009 году

В Куахог для раздачи автографов приезжает известный радиоведущий и политик Раш Лимбо, и Брайан отправляется на встречу с ним, чтобы выказать свою ненависть к нему и к его книгам. Впрочем, Лимбо вводит пса в смущение, задав ему простой вопрос: «А читали ли Вы что-либо из моих книг?».
Возвращаясь домой, Брайан подвергается нападению хулиганов, а Раш «одной правой» раскидывает бандитов. В знак благодарности пёс изучает труды политика и приходит к выводу, что верна именно политика консервативных республиканцев. Отправившись к Лимбо, чтобы выразить ему свою благодарность, Брайан вскоре оказывается с политиком в Штабе республиканцев, где лично знакомится с бывшим президентом Джорджем Бушем — младшим и сенатором Джоном Маккейном.
Увидев, как сильно воздействовал Раш Лимбо на Брайана, Лоис и Питер требуют от пса вернуться к своим прежним политическим взглядам, объясняя тому, что тот не республиканец, а оппозиционер, но Брайан не хочет ничего слушать. Он приглашает Лимбо на ужин в дом, где Лоис ругается с политиком. В результате ссоры Брайан решает переселиться к Лимбо. Тому́, впрочем, новоиспечённый сосед-консерватор быстро надоедает: Брайан заменяет многие вещи в доме на аналогичные, но произведённые в США, всюду следует за политиком, и даже врывается в радиоэфир его передачи, оскорбляя спикера Белого дома Нэнси Пелоси.
Разгорячённый мягкотелостью Лимбо, Брайан решает убить Пелоси, но его арестовывают. Лимбо вытаскивает его из-за решётки. Раш объясняет псу, что тот ведёт себя так «вовсе не потому, что он — республиканец, а лишь потому, что не хочет быть проигравшим, хочет всегда быть в оппозиции». Раш Лимбо уходит, превращается в белоголового орлана и улетает.

## Создание
Автор сценария: Патрик Мейган
Режиссёр: Джон Холмквист
Композитор: Уолтер Мёрфи
Приглашённые знаменитости: Раш Лимбо (камео), Рэйн Уилсон (в роли Дуайта Шрута), Гэри Коул (в роли Майка Брэди), Кристин Лакин (в роли Джойс Кинни), Фил Ламарр (в роли Олли Уильямса), Шелли Лонг (в роли Кэрол Брэди), Сет Макфарлейн (в роли Стэна Смита) и Нана Визитор (в роли Нэнси Пелоси)

## Интересные факты
- Начиная с данного эпизода несколько изменилась заставка — по краям лестницы теперь стоят жители Куахога (мужчины — слева, женщины — справа).